# Кельменецький район
Кельмене́цький райо́н — колишній район Чернівецької області України. Адміністративний центр — смт Кельменці. Населення становить 31 568 осіб (на 1 січня 2022 року). Район засновано 12 листопада 1940 року (інф. Добржанський «Хотинщина» ст.227)
17 липня 2020 року район було ліквідовано внаслідок адміністративно-територіальної реформи, а його територія відійшла до новоутвореного Дністровського району Чернівецької області.

## Географія
Район розташований у східній частині області, в лісостеповій зоні Прут-Дністровського межиріччя. На півночі межує з Кам'янець-Подільським районом Хмельницької області, на сході із Сокирянським районом, на заході з Хотинським районом, на південному заході з Новоселицьким районом Чернівецької області, на півдні — з Бричанським районом Республіки Молдова.
Територія району — 0,67 тис. км². Відстань до міста Чернівці шосейними дорогами 83 км, залізницею — 106 км. Територією району проходить державний кордон з Республікою Молдова протяжністю 72 км.

## Природно-заповідний фонд Кельменецького району

### Національні природні парки
Хотинський (частина).

### Іхтіологічні заказники
Бернівський острів.

### Ландшафтні заказники
Бабинська стінка, Поливанів Яр.

### Геологічні пам'ятки природи
Бабинський карст, Шишкові горби.

### Гідрологічні пам'ятки природи
Джерело «Грушівське», Кельменецька мінеральна.

### Парки-пам'ятки садово-паркового мистецтва
Грушівецький.

## Історія
В околицях с. Оселівка колишнього Кельменецького району виявлено декілька палеолітичних пам'яток (Оселівські стоянки). Трипільські поселення виявлено в околдицях сіл Ленківці, Коновка, Вороновиця, Нагоряни, Бабин.

## Адміністративний устрій
Район адміністративно-територіально поділяється на 1 селищну раду та 24 сільські ради, які об'єднують 34 населені пункти та підпорядковані Кельменецькій районній раді.

### Населені пункти зняті з обліку
- Поливанів Яр

### Влада
Голови РДА:
- Луцишин Євген Григорович
- Смотр Олександр Антонійович
- Телешман Петро Григорович
- Довгань Микола Олександрович
- Буняк Сергій Леонідович
- Швець Віталій Михайлович
- Олійник Богдан Олександрович

Голови ради:
- Туржанський Василь Іванович
- Власов Дмитро Васильович
- Ілаш Віктор Миколайович

## Економіка

### Сільське господарство
Район спеціалізується на виробництві зерна колосових культур, кукурудзи, сої, соняшнику, ріпаку та продукції тваринництва.
2009 року по всіх категоріях господарств вирощено 60 тисяч тонн зерна, зокрема сільгосппідприємствами — 35,1 тисячі тонн. Загальна середня урожайність зернових культур — 41,6 ц/га.
Важливе місце в сільськогосподарському виробництві займало вирощування сої, якої було зібрано 10 тисяч тонн.

### Промисловість
Промисловість району представляють приватні підприємства: товариство з обмеженою відповідальністю «Продпостач», «Поляріс», «Букком» та «Ярослав-Буковина», ВАТ «Вороновицький щебеневий кар'єр», комунальні: Кельменецька об'єднання по агропромисловому будівництву «Райагробуд» та районна друкарня.
Упродовж 2009 року промисловими підприємствами району вироблено продукції на 17500 тисяч грн. Найбільшу питому вагу (83,2 %) в загальному обсязі виробництва товарної продукції займало приватне м'ясопереробне підприємство «Ярослав-Буковина».
Протягом січня-грудня 2009 року підприємствами, які включені до основного кола промислових підприємств району, вироблено 0,074 тис. штук виробів з металопластику, 94,0 тонн конструкцій металевих будиночків, 1108,3 тонн м'ясопродуктів, 36,5 тонн субпродуктів, 1,5 тонни олії, 2,55 млн умовних штук цегли, 31,8 тонн ящиків картонних, 15,3 тис. тонн щебеню.
У районі працює 7 приватних пекарень. Близько 20 видів хліба та хлібобулочних виробів випікає пекарня «Колосок» приватного підприємця Юлії Іванівни Андрущак.

### Мале підприємництво
В районі спостерігається стійка тенденція до зростання кількості суб'єктів господарювання. Станом на 1 січня 2009 року зареєстровано 13 акціонерних товариств, 70 малих підприємств, 49 товариства з обмеженою відповідальністю, 9 кооперативів, 74 фермерських господарств, 2544 підприємців (фізичних осіб).
Для вдосконалення процедури реєстрації суб'єктів господарювання в районі функціонує спрощена система реєстрації за принципом «Єдиний реєстраційний офіс». З цією метою налагоджено електронний обмін інформацією між державним реєстратором та реєстраційними службами району, які ведуть облік суб'єктів підприємницької діяльності.
Запроваджено спрощену дозвільну систему за принципом «Дозвільний офіс». За 2008 рік до «Дозвільного офісу» звернулось 26 суб'єктів підприємницької діяльності, видано 221 документ дозвільного характеру.
При управлінні економіки райдержадміністрації працює інформаційно-консультативний центр з питань розвитку підприємництва та захисту підприємств малого бізнесу і приватних підприємців.
З квітня 2006 року працює районний Фонд підтримки підприємництва. На виконання заходів районної Програми розвитку підприємництва в 2008 році з районного бюджету використано 15 тис.грн.

### Інфраструктура
2008 року в районі здано в експлуатацію 64 об'єкти всіх форм власності загальною площею 9584 м², з них 34 житлових будинків площею 5832 м².
Продовжувалося будівництво 50-квартирного житлового будинку в смт. Кельменці. Протягом року підприємствами, що працювали за контрактами будівельного підряду, виконано робіт на суму 1,046 млн грн.
На утримання та ремонт доріг використано кошти в сумі 4,39 млн грн., зокрема за рахунок місцевих бюджетів 380,8 тис.грн.

## Населення
Розподіл населення за віком та статтю (2001):
| Стать | Всього | До 15 років | 15-24 | 25-44 | 45-64 | 65-85 | Понад 85 |
| --- | ------ | ----------- | ----- | ----- | ----- | ----- | -------- |
| Чоловіки | 22 015 | 3948        | 3029  | 6083  | 5291  | 3487  | 177      |
| Жінки | 26 452 | 3761        | 3078  | 6220  | 6601  | 6272  | 520      |
| \| Статево-вікова піраміда \| Статево-вікова піраміда \| Статево-вікова піраміда \| \| ----------------------- \| ----------------------- \| ----------------------- \| \| Чоловіки \| Вік \| Жінки \| \| 177 \| 85 + \| 520 \| \| 421 \| 80-84 \| 902 \| \| 589 \| 75-79 \| 1538 \| \| 1120 \| 70-74 \| 1902 \| \| 1357 \| 65-69 \| 1930 \| \| 1365 \| 60-64 \| 1990 \| \| 1000 \| 55-59 \| 1314 \| \| 1348 \| 50-54 \| 1622 \| \| 1578 \| 45-49 \| 1675 \| \| 1704 \| 40-44 \| 1778 \| \| 1433 \| 35-39 \| 1450 \| \| 1441 \| 30-34 \| 1380 \| \| 1505 \| 25-29 \| 1612 \| \| 1439 \| 20-24 \| 1430 \| \| 1590 \| 15-20 \| 1648 \| \| 1603 \| 10-14 \| 1465 \| \| 1338 \| 5-9 \| 1308 \| \| 1007 \| 0-4 \| 988 \| |        |             |       |       |       |       |          |
| Статево-вікова піраміда |        |             |       |       |       |       |          |
| Чоловіки | Вік    | Жінки       |       |       |       |       |          |
| 177 | 85 +   | 520         |       |       |       |       |          |
| 421 | 80-84  | 902         |       |       |       |       |          |
| 589 | 75-79  | 1538        |       |       |       |       |          |
| 1120 | 70-74  | 1902        |       |       |       |       |          |
| 1357 | 65-69  | 1930        |       |       |       |       |          |
| 1365 | 60-64  | 1990        |       |       |       |       |          |
| 1000 | 55-59  | 1314        |       |       |       |       |          |
| 1348 | 50-54  | 1622        |       |       |       |       |          |
| 1578 | 45-49  | 1675        |       |       |       |       |          |
| 1704 | 40-44  | 1778        |       |       |       |       |          |
| 1433 | 35-39  | 1450        |       |       |       |       |          |
| 1441 | 30-34  | 1380        |       |       |       |       |          |
| 1505 | 25-29  | 1612        |       |       |       |       |          |
| 1439 | 20-24  | 1430        |       |       |       |       |          |
| 1590 | 15-20  | 1648        |       |       |       |       |          |
| 1603 | 10-14  | 1465        |       |       |       |       |          |
| 1338 | 5-9    | 1308        |       |       |       |       |          |
| 1007 | 0-4    | 988         |       |       |       |       |          |

Національний склад населення за даними перепису 2001 року:
| Національність | Кількість осіб | Відсоток |
| -------------- | -------------- | -------- |
| українці       | 47261          | 97,51 %  |
| росіяни        | 607            | 1,25 %   |
| молдовани      | 477            | 0,98 %   |
| білоруси       | 34             | 0,07 %   |
| румуни         | 25             | 0,05 %   |
| інші           | 64             | 0,13 %   |

Мовний склад населення за даними перепису 2001 року:
| Мова       | Кількість осіб | Відсоток |
| ---------- | -------------- | -------- |
| українська | 47376          | 97,75 %  |
| російська  | 641            | 1,32 %   |
| молдовська | 388            | 0,80 %   |
| білоруська | 17             | 0,04 %   |
| румунська  | 14             | 0,03 %   |
| інші       | 32             | 0,07 %   |

Станом на 1 січня 2022 року постійне населення району становило 31 568 осіб. В районному центрі проживало 6 985 осіб.

### Найбільш поширені прізвища в районі
Горбатюк, Кушнір, Ткач, Мельник, Чебан, Швець, Андрущак, Рябий, Беженар, Шевчук, Ткачук, Рудий, Гуцул, Сандуляк, Бурлака, Перепічка, Власов, Дерев'янко, Попович, Боднар, Грубий, Адамчук, Олійник, Цуркан, Ковальчук, Бордюжан, Дудка, Семенюк, Попов, Рибак, Паламар, Бабин, Тимчук, Бабій, Ротар, Москалюк, Боштан, Пензар, Ковтун, Коломейко, Равлюк, Ганзюк, Скрипник, Мартинюк, Іванський, Білий, Дерев'янський, Паламарчук, Продан, Боднарчук, Потерейко, Сливка, Мітітюк, Паращук, Руснак, Білик, Волощук, Пастух, Раренко, Герасимчук, Бурдейний, Дячук, Телешман, Каралаш, Кирилюк, Накай, Комерзан, Ворожбит, Твердохліб, Требик, Бідюк, Корній, Горобець, Лупашко, Мотрюк, Нікітюк, Бербека, Малий, Круглянко, Макаровський, Чумак, Гончар, Козак, Якимчук, Назарчук, Кривов'язий, Пасічник, Рингач, Гончарюк, Губатий, Холявчук, Волошин, Соцький, Присакар, Федорюк, Білобрицький, Гладчук, Гарабажій, Гаргаун, Гуменюк, Караван, Ляшок, Чорний, Дєдов.

## Політика
25 травня 2014 року відбулися Президентські вибори України. У межах Кельменецького району були створені 34 виборчі дільниці. Явка на виборах складала — 60,64 % (проголосували 20 308 із 33 488 виборців). Найбільшу кількість голосів отримав Петро Порошенко — 45,95 % (9 331 виборців); Юлія Тимошенко — 23,06 % (4 683 виборців), Олег Ляшко — 17,05 % (3 462 виборців), Анатолій Гриценко — 4,20 % (853 виборців), Сергій Тігіпко — 2,28 % (463 виборців). Решта кандидатів набрали меншу кількість голосів. Кількість недійсних або зіпсованих бюлетенів — 1,32 %.

## Туризм
На території району діють такі туристичні об'єкти:
- база відпочинку зеленого туризму «Джія» в с. Мошанець;
- «Дім рибалки» в с. Бернове;
- агрооселя в с. Вороновиця;
- яхт-клуб в с. Дністрівка.

Завершується виготовлення технічної документації на будівництво туристичного комплексу в с. Вороновиця, баз відпочинку в с. Макарівка та Дністрівка (облаштування пляжу, організація спортивно-оздоровчих заходів, стоянка маломірних суден). ТзОВ «ОНДА» розпочало роботи по будівництву відпочинково-оздоровчого комплексу в с. Грушівці.
У розвиток матеріально-технічної бази туристичної галузі району залучаються в основному власні кошти підприємницьких структур.

## Відомі люди
- Липковська Лідія Яківна — оперна співачка.
- Довганчин Григорій Васильович — народний депутат України II, III скликань, кандидат економічних наук.
- Круглицький Микола Миколайович — доктор хімічних наук, професор, лауреат Державної премії УРСР в галузі науки і техніки.
- Китайгородська Віра Микитівна — поетеса, головний редактор газети «Буковинське віче».
- Лучик Василь Вікторович — мовознавець, доктор філологічних наук, професор, заслужений діяч науки і техніки України.
- Вишинська Марія Олексіївна — зоотехнік ТзОВ «Дністрівське», кавалер Ордена Княгині Ольги.
- Борденюк Іван Васильович — доктор фізико-математичних наук, академік Української академії наук.
- Гебріна Марія Іванівна — народний художник України, член спілки народних умільців України.
- Падалко Петро Іванович — доктор медичних наук, професор, заступник директора інституту нейрохірургії імені Бурденка у м. Москва.
- Сандуляк Леонтій Іванович — доктор медичних наук, професор, перший надзвичайний і повноважний посол України в Румунії.
- Герасимчук Дмитро Костянтинович — український письменник.
- Дворський Павло Ананійович — народний артист України.
- Ткач Михайло Миколайович — поет-пісняр, лауреат Шевченківської премії.
- Смолінський Микола Сергійович — заслужений журналіст України.
- Ботушанський Василь Мефодійович — доктор історичних наук, професор Чернівецького національного університету.
- Раренко Іларій Михайлович — доктор фізико-математичних наук, професор Чернівецького національного університету імені Юрія Федьковича, член-кореспондент Української академії наук.
- Корчинський Анатолій Іванович — український політик. Народний депутат України III та IV скликань.